# Camino a Fisterra

Routenverlauf vom Camino Finisterre

Als Camino a Fisterra oder Camino Finisterre wird der verlängerte Jakobsweg von Santiago de Compostela zum Kap Finisterre (galicisch Fisterra) bezeichnet.
Der Camino a Fisterra gehört streng genommen nicht zu den Jakobswegen, weil er nicht Santiago de Compostela zum Ziel hat. Er stand und steht jedoch in engem Zusammenhang zu diesem Pilgerweg. Der Camino a Fisterra wird schon in den Chroniken des 12. Jahrhunderts erwähnt, wo beschrieben wird, dass viele Pilger nach der Ankunft und kurzem Aufenthalt in Santiago nach Fisterra – dem damaligen Ende der Welt – weiterzogen, was heute so noch zu beobachten ist. Noch klarer wird die Verbindung, wenn man in die vorchristliche Zeit des Jakobswegs zurückgeht: als Initiationsweg hatte er Kap Finisterre als Ziel. Dort war die größte Nähe zu den Inseln der Seligen möglich, welche die keltische Sage jenseits des Horizonts im Atlantik platziert, gleichbedeutend mit der Auseinandersetzung mit dem Tod.

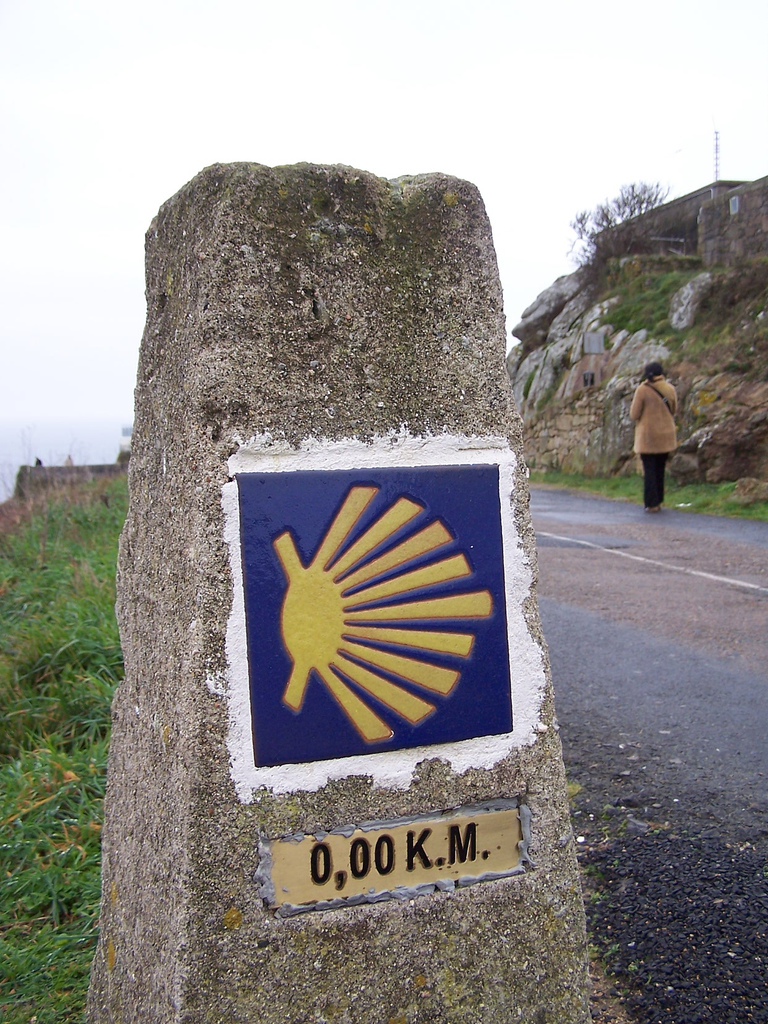
Kilometer Null – letzter Kilometerstein des Jakobswegs

Als Ort, dem eine Marienerscheinung nachgesagt wird, ist Muxía ein weiteres Ziel auf dem Weg von Santiago Richtung Atlantik.

## Wegverlauf

### Santiago – Fisterra
(Die Distanz zu Santiago de Compostela wird jeweils nach den Ortsnamen angegeben.)
Santiago de Compostela  -  Ponte Sarela, 2 km  -  Moas, 4 km  -  Carvajal/O Carballal, 6 km  -  Augapesada, 10 km  -  Trasmonte, 12 km  -  Ponte Maceira, 15 km  -  Negreira, 19 km  - Zas, 22 km  -  A Pena, 27 km  -  As Maroñas, 38 km  -  Corzón, 44 km  -  Olveiroa, 47 km  -  Cee, 52 km  -  Corcubión, 53 km  -  Sardiñeiro, 58 km  -  Finisterre/Fisterra, 64 km

### Verlängerung nach Muxía
San Martín / San Martiño de Duio, 66 km  -  Lires, 78 km  -  Frixe, 80 km  -  Morquintián, 83 km  -  Muxía, 83 km

## Sehenswürdigkeiten am Weg
- Santiago de Compostela – Capilla de Ánimas, Casa del Cabildo, Casa-pazo de Vaamonde, Kathedrale von Santiago de Compostela, Colegio de San Jerónimo, Colegio Mayor Fonseca, Fuente de los Bueyes, Hostal de los Reyes Católicos, Monasterio de San Martín Pinario, Monasterio de San Pelayo de Antealtares, Palacio de Rajoy, Plaza de Azabachería, Plaza de Platerías, Universidad de Santiago de Compostela
- Augapesada – Römische Brücke
- Trasmonte – Kirche Iglesia de Santa María
- Ames – Wegkreuz Crucero de Lens
- Negreira – Pazo de A Albariña, Pazo de O Cotón
- Corcubión – Ría de Corcubión
- Finisterre – Capilla del Buensuceso, Castillo de San Carlos, Friedhof Cementerio del Fin de la Tierra (entworfen von César Portela), Kap Finisterre und Leuchtturm (Faro), Kirche Iglesia de Santa María, Fischereibörse Lonja Turística, Auswandererdenkmal Monumento al Emigrante

## Galerie

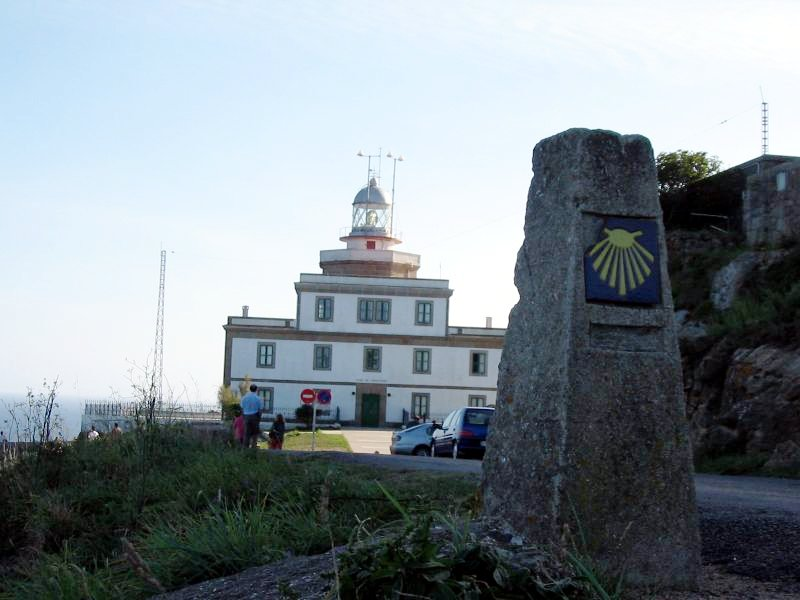
Leuchtturm am Kap Finisterre
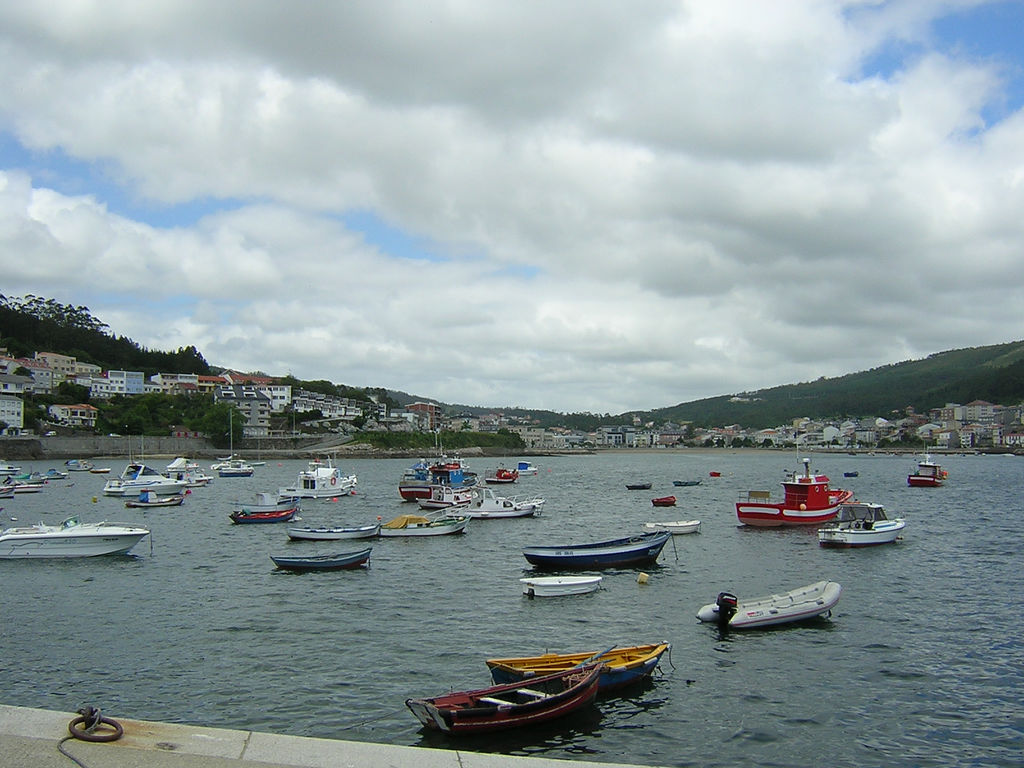
Cee aus Richtung Corcubión gesehen
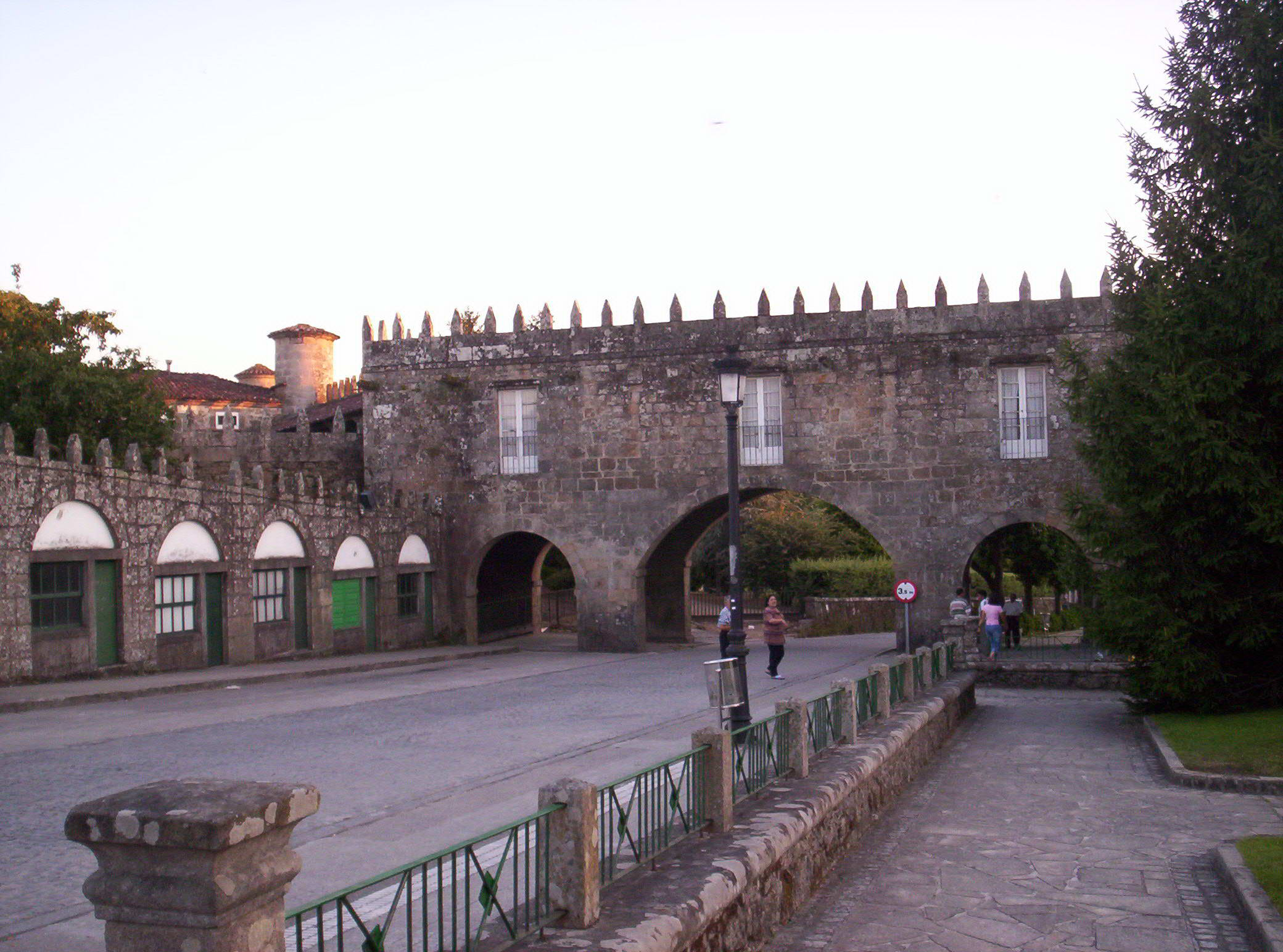
Pazo de O Cotón in Negreira
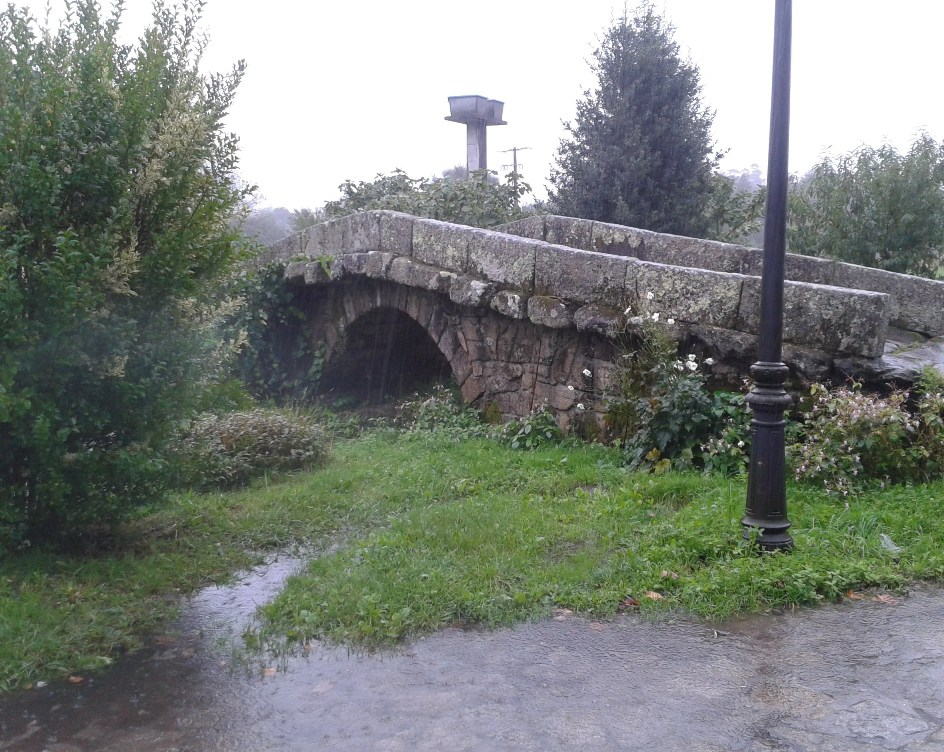
Mittelalterliche Brücke in Augapesada
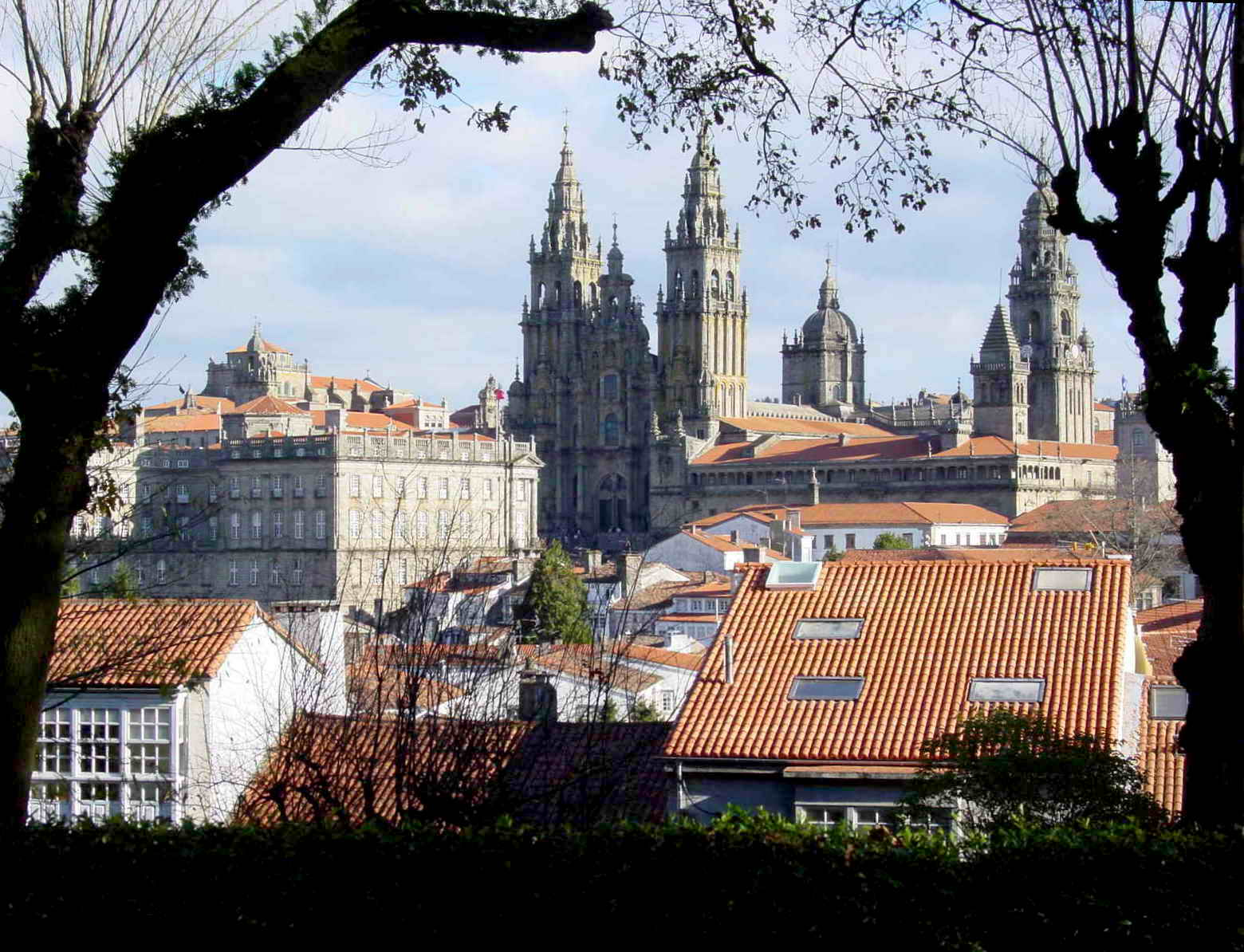
Santiago de Compostela mit Kathedrale

### Webseiten der Orte am Weg
Webseiten der Orte mit eigenem Artikel sind dort zu finden.
- Augapesada, Trasmonte, Ponte Maceira (spanisch)
- Zas, A Pena (spanisch)
- As Maroñas, Corzón (spanisch)
- Muxía (spanisch)